# 布加勒斯特條約 (1913年)

布加勒斯特條約簽定後的巴爾幹半島

布加勒斯特和約（1913）（英语：Treaty of Bucharest, 1913）是在1913年8月10日簽定的和約，它是一條第二次巴爾幹戰爭後的和約。

## 背景
在第一次巴爾幹戰爭之後，戰勝國對於如何分配由奥斯曼帝国得到的土地出現爭執，當中以保加利亞最為不滿，第二次巴爾幹戰爭因而爆發，而這條約便是在戰後商討問題後所簽下的和約。

## 和約內容
根據條約內容，塞爾維亞則得到了瓦尔达尔马其顿，其土地包括了今日的比托拉和科索沃等地，而人口則增加了一百多萬。
希臘得到了愛琴海馬其頓，其範圍包括了今天的塞薩洛尼基及馬其頓南部，而人口則由二百多萬增至四百多萬。
至於戰敗國保加利亞，則得到皮林馬其頓，該領土包括了今日保加利亞的皮林，人口則多了十餘萬。不過，該國在戰爭失掉了在1912年大部份所得的土地，以及自己原有的土地，包括了色雷斯的大部分土地及南多布羅加。
而羅馬尼亞則得到了南多布羅加，因而得以接近黑海。

## 影響
和約簽訂之後，巴爾幹半島的形勢出現了改變。保加利亞在此條約中喪失大量領土，因而在國內被視為第一次國難，而稍後在第一次世界大戰中，也可解釋為何該國會加入德國一方的陣營。至於塞爾維亞，則因爲得到大量土地而實力增強。然而，奧匈帝國素來不願見到塞爾維亞的強大，因為這樣會影響其在巴爾幹的擴張，因此奧塞兩國關係轉為緊張。